# Furukawa Electric Soccer Club 1985-1986
Questa voce raccoglie le informazioni riguardanti il Furukawa Electric Soccer Club nelle competizioni ufficiali della stagione 1985-1986.

## Stagione
Nella stagione 1985-1986 il Furukawa Electric ritornò, dopo dieci anni e grazie al contributo del capocannoniere Hiroshi Yoshida (vincitore della classifica cannonieri con 16 reti), alla vittoria del titolo nazionale vincendo facilmente la concorrenza delle altre avversarie. Nelle coppe, pur segnando un numero elevato di reti, la squadra riuscì arrivare fino alle fasi medio-avanzate, venendo eliminata in semifinale di coppa di Lega e ai quarti di finale di Coppa dell'Imperatore.

## Maglie e sponsor
Le maglie, prodotte dalla Asics, recano sulla parte anteriore la scritta Furukawa.
| Manica sinistra · Manica sinistra · Maglietta · Maglietta · Manica destra · Manica destra · Pantaloncini · Calzettoni | Manica sinistra · Maglietta · Manica destra · Pantaloncini · Calzettoni |  |

## Rosa
| N. |                     | Ruolo | Calciatore        |
| -- | ------------------- | ----- | ----------------- |
| 5  | Giappone (bandiera) | D     | Hisashi Kaneko    |
| 8  | Giappone (bandiera) | C     | Satoshi Miyauchi  |
|    | Giappone (bandiera) | P     | Chōei Satō        |
|    | Giappone (bandiera) | P     | Yoshio Katō       |
|    | Giappone (bandiera) | D     | Takeshi Okada     |
|    | Giappone (bandiera) | D     | Shigemi Ishii     |
|    | Giappone (bandiera) | D     | Kazuya Igarashi   |
|    | Giappone (bandiera) | D     | Yasuhito Miura    |
|    | Giappone (bandiera) | D     | Masayuki Miura    |
|    | Giappone (bandiera) | D     | Hiroshi Kobayashi |
|    | Giappone (bandiera) | D     | Hiroki Shibuya    |

| N. |                     | Ruolo | Calciatore      |
| -- | ------------------- | ----- | --------------- |
|    | Giappone (bandiera) | C     | Kazuhiro Miyabe |
|    | Giappone (bandiera) | C     | Hiroshi Yoshida |
|    | Giappone (bandiera) | C     | Kazuo Echigo    |
|    | Giappone (bandiera) | C     | Hideki Maeda    |
|    | Giappone (bandiera) | C     | Yasushi Hasebe  |
|    | Giappone (bandiera) | A     | Masaaki Kanno   |
|    | Giappone (bandiera) | A     | Hiroshi Yoshida |
|    | Giappone (bandiera) | A     | Yoshikazu Nagai |
|    | Giappone (bandiera) | A     | Seigo Ikeda     |
|    | Giappone (bandiera) | A     | Tatsuya Oishi   |

## Risultati

### Japan Soccer League
| Toyama 8 settembre 1985 1ª giornata | Furukawa Electric | 2 – 0 | Yanmar Diesel | (2,500 spett.) |

| Yokohama 11 settembre 1985 2ª giornata | Nippon Kokan | 2 – 0 | Furukawa Electric | (3,000 spett.) |

| Tokyo 15 settembre 1985 3ª giornata | Furukawa Electric | 1 – 0 | Mitsubishi HI | (1,800 spett.) |

| Sapporo 29 settembre 1985 4ª giornata | ANA Yokohama | 1 – 4 | Furukawa Electric | (4,000 spett.) |

| Iwata 6 ottobre 1985 5ª giornata | Yamaha Motors | 1 – 1 | Furukawa Electric | (1,800 spett.) |

| Tokyo 10 ottobre 1985 6ª giornata | Furukawa Electric | 2 – 2 | Nissan Motors | (20,000 spett.) |

| Tokyo 13 ottobre 1985 7ª giornata | Yomiuri | 1 – 4 | Furukawa Electric | (8,500 spett.) |

| Kochi 11 novembre 1985 8ª giornata | Furukawa Electric | 1 – 0 | Nippon Kokan | (5,000 spett.) |

| Tokyo 16 novembre 1985 9ª giornata | Mitsubishi HI | 0 – 0 | Furukawa Electric | (1,500 spett.) |

| Tokyo 24 novembre 1985 10ª giornata | Furukawa Electric | 0 – 1 | Fujita | (1,100 spett.) |

| Tokyo 1º dicembre 1985 11ª giornata | Furukawa Electric | 2 – 1 | Honda Motor | (2,000 spett.) |

| Tokyo 7 dicembre 1985 12ª giornata | Fujita | 0 – 0 | Furukawa Electric | (2,000 spett.) |

| Hamamatsu 19 gennaio 1986 13ª giornata | Honda Motor | 0 – 0 | Fujita | (2,500 spett.) |

| Tokyo 25 gennaio 1986 14ª giornata | Furukawa Electric | 2 – 1 | ANA Yokohama | (1,000 spett.) |

| Tokyo 2 febbraio 1986 15ª giornata | Furukawa Electric | 3 – 0 | Yamaha Motors | (5,000 spett.) |

| Toyohashi 9 febbraio 1986 16ª giornata | Nissan Motors | 0 – 4 | Furukawa Electric | (5,000 spett.) |

| Tokyo 15 febbraio 1985 17ª giornata | Furukawa Electric | 1 – 0 | Yomiuri | (4,000 spett.) |

| Kashima 22 febbraio 1986 18ª giornata | Sumitomo Metals | 2 – 3 | Furukawa Electric | (2,000 spett.) |

| Omiya 2 marzo 1986 19ª giornata | Hitachi | 2 – 4 | Furukawa Electric | (2,000 spett.) |

| Kobe 8 marzo 1986 20ª giornata | Yanmar Diesel | 1 – 3 | Furukawa Electric | (2,000 spett.) |

| Tokyo 15 marzo 1986 21ª giornata | Furukawa Electric | 0 – 1 | Sumitomo Metals | (800 spett.) |

| Tokyo 26 marzo 1986 22ª giornata | Furukawa Electric | 2 – 0 | Hitachi | (1,000 spett.) |

### Japan Soccer League Cup
| Yokohama 23 giugno 1985 Primo turno | Furukawa Electric | 5 – 1 | Tanabe Pharma |  |

| Koga 29 giugno 1986 Secondo turno | Furukawa Electric | 4 – 1 | Osaka Gas | (200 spett.) |

| Koga 30 giugno 1986 Quarti di finale | Matsushita Electric | 0 – 1 | Furukawa Electric | (100 spett.) |

| Toyohashi 6 luglio 1985 Semifinali | Furukawa Electric | 0 – 1 | Nissan Motors | (5,000 spett.) |

### Japan Soccer League
| Kasuga 14 dicembre 1985 Primo turno | Furukawa Electric | 9 – 0 | Kasei Kurosaki |  |

| Kasuga 15 dicembre 1985 Secondo turno | Nippon Steel | 0 – 2 | Furukawa Electric |  |

| Tokyo 22 dicembre 1985 Quarti di finale | Mazda | 2 – 1 | Furukawa Electric |  |

## Statistiche

### Statistiche di squadra
| Competizione          | Punti | Totale | Totale | Totale | Totale | Totale | Totale | DR  |
| Competizione          | Punti | G      | V      | N      | P      | Gf     | Gs     | DR  |
| --------------------- | ----- | ------ | ------ | ------ | ------ | ------ | ------ | --- |
| JSL Division 1        | 35    | 18     | 15     | 5      | 2      | 40     | 15     | +25 |
| JSL Cup               | -     | 4      | 3      | 0      | 1      | 10     | 3      | +7  |
| Coppa dell'Imperatore | -     | 3      | 2      | 0      | 1      | 12     | 2      | +10 |
| Totale                | -     | 25     | 20     | 15     | 4      | 62     | 20     | +42 |

### Statistiche dei giocatori
| Giocatore    | JSL Division 1 | JSL Division 1 | JSL Cup  | JSL Cup | Coppa dell'Imperatore | Coppa dell'Imperatore | Totale   | Totale |
| Giocatore    | Presenze       | Reti           | Presenze | Reti    | Presenze              | Reti                  | Presenze | Reti   |
| ------------ | -------------- | -------------- | -------- | ------- | --------------------- | --------------------- | -------- | ------ |
| K. Echigo    | 21             | 4              | ?        | 0       | ?                     | 1                     | 21+      | 5      |
| Y. Hasebe    | 2              | 0              | ?        | 0       | ?                     | 0                     | 2+       | 0      |
| K. Igarashi  | 17             | 0              | ?        | 0       | ?                     | 0                     | 17+      | 0      |
| S. Ikeda     | ?              | 0              | ?        | 0       | ?                     | 2                     | ?        | 2      |
| S. Ishii     | 1              | 0              | ?        | 0       | ?                     | 0                     | 1+       | 0      |
| H. Kaneko    | 22             | 2              | ?        | 1       | ?                     | 0                     | 22+      | 3      |
| M. Kanno     | 21             | 4              | ?        | 2       | ?                     | 3                     | 21+      | 9      |
| H. Kobayashi | 22             | 0              | ?        | 1       | ?                     | 0                     | 22+      | 1      |
| H. Maeda     | 20             | 4              | ?        | 0       | ?                     | 0                     | 20+      | 4      |
| K. Miyabe    | 0              | 0              | ?        | 0       | ?                     | 2                     | 0+       | 2      |
| S. Miyauchi  | 21             | 0              | ?        | 0       | ?                     | 0                     | 21+      | 0      |
| M. Miura     | 3              | 0              | ?        | 0       | ?                     | 0                     | 3+       | 0      |
| Y. Miura     | 9              | 0              | ?        | 0       | ?                     | 0                     | 9+       | 0      |
| Y. Nagai     | 22             | 3              | ?        | 1       | ?                     | 0                     | 22+      | 4      |
| T. Okada     | 22             | 4              | ?        | 1       | ?                     | 1                     | 22+      | 6      |
| C. Sato      | 22             | -?             | ?        | -?      | ?                     | -?                    | 22+      | -?     |
| K. Taishi    | 6              | 0              | ?        | 0       | ?                     | 0                     | 6+       | 0      |
| H. Yoshida   | 22             | 16             | ?        | 4       | ?                     | 3                     | 22+      | 23     |